# Style joséphin

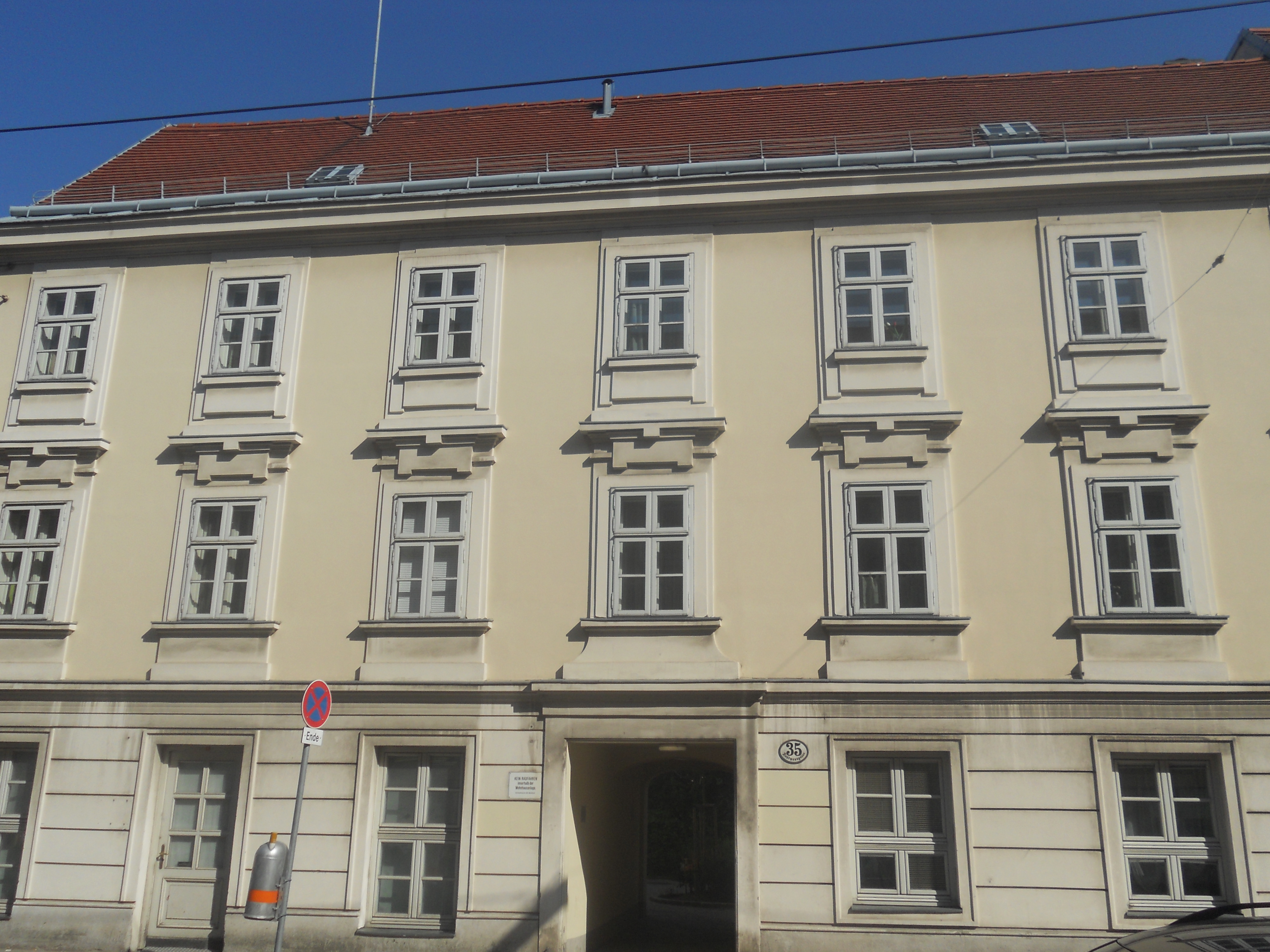
Façade d'une demeure située sur la Kundmanngasse 35 à Vienne, typique du style joséphin.

Le style joséphin, également appelé baroque joséphin ou classicisme joséphin, est un mouvement artistique, architectural, de décoration intérieure et de design autrichien datant du XVIIIe siècle, sous le règne de l'empereur Joseph II.
Il marque la fin de ce qu'on appelle le baroque habsbourgeois et a remplacé le style thérésien — le courant du baroque tardif qui porte le nom de Marie-Thérèse, mère de Joseph II. Le style Joséphin a eu cours entre 1760 environ, date à laquelle Joseph commence à participer au gouvernement, et 1780/90. Cette période correspond aux débuts du classicisme en Autriche.
Il se caractérise par une certaine austérité sobre, représente l'absolutisme du joséphisme, et correspond à peu près au style Louis XVI français et au Zopfstil (de) allemand.
L'une des caractéristiques de l'aménagement des façades des maisons est la réduction des éléments décoratifs baroques à des reliefs ou des surfaces crépies en forme de plaques, ce qui a donné naissance à l'expression de « style joséphin en plaques » ou, plus brièvement, de « style en plaques ».